# 1ª Divisão 2004-2005 (hockey su pista)
La 1ª Divisão 2004-2005 è stata la 65ª edizione del torneo di primo livello del campionato portoghese di hockey su pista; disputato tra il 5 ottobre 2004 e il 25 giugno 2005 si è concluso con la vittoria del Porto, al suo quattordicesimo titolo.

## Stagione

### Formula
La 1ª Divisão 2004-2005 vide ai nastri di partenza quattordici club; la manifestazione fu organizzata con un girone all'italiana, con gare di andata e ritorno per un totale di 26 giornate: erano assegnati tre punti per l'incontro vinto e due punti a testa per l'incontro pareggiato, mentre non ne era attribuito uno solo per la sconfitta. Al termine della stagione regolare furono disputati i play-off tra le prime sei squadre classificate; la vincitrice venne proclamata campione del Portogallo. Le squadre classificate dal sesto all'ottavo posto della poule salvezza retrocedettero direttamente in 2ª Divisão, il secondo livello del campionato.

## Prima fase

### Classifica finale
|  | Pos. | Squadra          | Pt | G  | V  | N | P  | GF  | GS  | DR  |
|  | ---- | ---------------- | -- | -- | -- | - | -- | --- | --- | --- |
|  | 1.   | Porto            | 66 | 26 | 21 | 3 | 2  | 114 | 44  | +70 |
|  | 2.   | Benfica          | 57 | 26 | 17 | 6 | 3  | 98  | 51  | +47 |
|  | 3.   | Oliveirense      | 55 | 26 | 17 | 4 | 5  | 101 | 64  | +37 |
|  | 4.   | Juventude Viana  | 53 | 26 | 16 | 5 | 5  | 103 | 71  | +32 |
|  | 5.   | Barcelos         | 49 | 26 | 15 | 4 | 7  | 108 | 73  | +35 |
|  | 6.   | Nortecoope       | 38 | 26 | 11 | 5 | 10 | 86  | 73  | +13 |
|  | 7.   | Gulpilhares      | 37 | 26 | 10 | 7 | 9  | 76  | 69  | +7  |
|  | 8.   | Portosantese     | 35 | 26 | 10 | 5 | 11 | 70  | 75  | 5   |
|  | 9.   | Sporting CP      | 29 | 26 | 8  | 5 | 13 | 88  | 98  | -10 |
|  | 10.  | Académico Cambra | 28 | 26 | 8  | 4 | 14 | 72  | 85  | 13  |
|  | 11.  | Paço de Arcos    | 26 | 26 | 7  | 5 | 14 | 57  | 82  | -25 |
|  | 12.  | Espinho          | 19 | 26 | 5  | 4 | 17 | 59  | 97  | -38 |
|  | 13.  | Sintra           | 11 | 26 | 2  | 5 | 19 | 39  | 94  | -55 |
|  | 14.  | Riba De Ave      | 11 | 26 | 3  | 2 | 20 | 63  | 158 | -95 |

Legenda:
  Partecipa alla poule titolo.
  Partecipa alla poule salvezza.
Note:
Tre punti a vittoria, uno a pareggio, zero a sconfitta.

## Seconda fase

### Classifica finale poule titolo
|  | Pos. | Squadra         | Pt | G  | V | N | P | GF | GS | DR  |
|  | ---- | --------------- | -- | -- | - | - | - | -- | -- | --- |
|  | 1.   | Porto           | 58 | 10 | 8 | 1 | 1 | 43 | 25 | +18 |
|  | 2.   | Benfica         | 45 | 10 | 5 | 1 | 4 | 30 | 26 | +4  |
|  | 3.   | Oliveirense     | 44 | 10 | 5 | 1 | 4 | 33 | 34 | -1  |
|  | 4.   | Barcelos        | 40 | 10 | 5 | 0 | 5 | 43 | 40 | +3  |
|  | 5.   | Juventude Viana | 34 | 10 | 2 | 1 | 7 | 26 | 37 | -11 |
|  | 6.   | Nortecoope      | 28 | 10 | 3 | 0 | 7 | 32 | 45 | -13 |

Legenda:
  Vincitore della Coppa del Portogallo 2004-2005.
      Campione del Portogallo e ammessa alla CERH Champions League 2005-2006.
      Ammesse alla CERH Champions League 2005-2006.
Note:
Tre punti a vittoria, uno a pareggio, zero a sconfitta.

### Classifica finale poule salvezza
|  | Pos. | Squadra          | Pt | G  | V | N | P | GF | GS | DR  |
|  | ---- | ---------------- | -- | -- | - | - | - | -- | -- | --- |
|  | 1.   | Portosantese     | 41 | 12 | 7 | 2 | 3 | 41 | 28 | +13 |
|  | 2.   | Académico Cambra | 37 | 12 | 7 | 2 | 3 | 47 | 34 | +13 |
|  | 3.   | Paço de Arcos    | 36 | 12 | 7 | 2 | 3 | 44 | 33 | +11 |
|  | 4.   | Gulpilhares      | 34 | 12 | 4 | 3 | 5 | 36 | 35 | +1  |
|  | 5.   | Espinho          | 23 | 12 | 4 | 1 | 7 | 34 | 42 | -8  |
|  | 6.   | Riba De Ave      | 18 | 12 | 3 | 3 | 6 | 37 | 50 | -13 |
|  | 7.   | Sintra           | 16 | 12 | 3 | 1 | 8 | 23 | 40 | -17 |
|  | 8.   | Sporting CP      | -  |    |   |   |   |    |    |     |

Legenda:
      Ammesse alla Coppa CERS 2005-2006.
      Retrocesse in 2ª Divisão 2005-2006.
Note:
Tre punti a vittoria, uno a pareggio, zero a sconfitta.